# Troyon
 Troyon  là một xã thuộc tỉnh Meuse trong vùng Grand Est đông bắc nước Pháp. Xã này nằm ở khu vực có độ cao trung bình 209 mét trên mực nước biển. Dân số theo điều tra năm 1999 của INSEE là 213 người.